# Dominik Życki
Dominik Życki (ur. 15 lutego 1974 w Warszawie) – polski żeglarz sportowy, mistrz świata, reprezentant klubu Spójnia Warszawa.
Początkowo ścigał się z sukcesami w klasie Finn, członek "MK Cafe Sailing Team", później (lata 2001-2003) członek zespołu "Polska 1", od 2005 roku załogant Mateusza Kusznierewicza w klasie Star. Podczas Igrzysk Olimpijskich w Atenach w 2004 wraz z Waldemarem Helfichem komentował zmagania żeglarzy.
Mistrz świata w 2008 roku w klasie Star (razem z Mateuszem Kusznierewiczem), olimpijczyk z 2008 i 2012 roku, trzykrotny medalista mistrzostw Europy.
Najważniejsze rezultaty:
- 1. miejsce w mistrzostwach Europy juniorów w klasie Finn w 1993 roku
- 13. miejsce w mistrzostwach Europy w klasie Finn w 1994 roku
- 3. miejsce w mistrzostwach Europy juniorów w klasie Finn w 1995 roku
- 9. miejsce w mistrzostwach Europy w klasie Finn w 1998 roku
- 2. miejsce na mistrzostwach Europy w żeglarstwie meczowym w 1999 roku (jako załogant Karola Jabłońskiego)
- 5. miejsce w otwartych mistrzostwach Europy w klasie Star w 2005 roku (z Mateuszem Kusznierewiczem)
- Mistrz Polski w klasie Finn w roku 1994
- Wicemistrz Polski w klasie Finn m.in. w latach 1993, 1998, 1999
- 1. miejsce w mistrzostwach świata w klasie Star w 2008 roku (z Mateuszem Kusznierewiczem)
- 4. miejsce w igrzyskach olimpijskich w Pekinie w klasie Star w 2008 roku (z Mateuszem Kusznierewiczem)
- 1. miejsce w Międzynarodowych Mistrzostwach Polski w klasie Star 2009 (z Mateuszem Kusznierewiczem)
- 2. miejsce w Mistrzostwach Europy w 2010 roku w klasie Star (z Mateuszem Kusznierewiczem)
- 1. miejsce w Międzynarodowych Mistrzostwach Polski w klasie Star 2010 (z Mateuszem Kusznierewiczem)
- 2. miejsce w Mistrzostwach Europy w 2011 roku w klasie Star (z Mateuszem Kusznierewiczem)
- 4. miejsce w mistrzostwach świata w 2011 roku w klasie Star (z Mateuszem Kusznierewiczem)
- 1. miejsce w Mistrzostwach Europy w 2012 roku w klasie Star (z Mateuszem Kusznierewiczem)
- 10. miejsce w mistrzostwach świata w 2012 roku w klasie Star (z Mateuszem Kusznierewiczem)
- 4. miejsce na Regates Royales Cannes w 2018 roku w klasie Dragon (z Dirk Oldenburg, Mikołaj Chodubski)